# Færøske lagtingsmedlemmer 2008-2011
Siden lagtingsvalget 2008, som blev holdt den 19. januar, har der været 33 medlemmer af Lagtinget på Færøerne. Dette er det første færøske lagting, hvor sammensætningen kun er afgjort gennem personstemmer på landsdækkende niveau, ikke via stemmer indenfor de tidligere syv valgkredse. Dette gør, at antallet af lagtingsmedlemmer fra Tórshavnsområdet på Streymoy er meget større end før (6 af 8 repræsentanter fra Tjóðveldi er herfra), og at antallet af medlemmer fra specielt Sandoy og Norðurstreymoy er mindsket betydeligt - fra tre mandater til en, Sandoy gik fra to mandater til et, Vágar og Norðoyar forholdt sig stabilt, Suðuroy fik fem, hvor de plejede at få fire mandater. Sammensætningen gør, at et gennemsnitligt lagtingsmedlem er en mand født i efterkrigstiden og bosat på Streymoy. Antallet af kvinder i tinget steg dog fra tre til syv.

## Faste medlemmer
Her regnes med alle valgte medlemmer samt suppleanter for medlemmer af Færøernes regering.
| Navn                         | Parti                   | Region         | Kommentarer                                                              |
| ---------------------------- | ----------------------- | -------------- | ------------------------------------------------------------------------ |
| Alfred Olsen                 | Sambandsflokkurin       | Eysturoy       |                                                                          |
| Annika Olsen                 | Fólkaflokkurin          | Suðurstreymoy  | Minister 2008–2011. Óli Breckmann mødte.                                 |
| Annita á Fríðriksmørk        | Tjóðveldi               | Eysturoy       |                                                                          |
| Anfinn Kallsberg             | Fólkaflokkurin          | Norðoyar       | Pensionist fra 2011. Rodmundur Nielsen og Óli Breckmann mødte i 2011.    |
| Bergtóra Høgnadóttir Joensen | Tjóðveldi               | Suðurstreymoy  |                                                                          |
| Bill Justinussen             | Miðflokkurin            | Eysturoy       |                                                                          |
| Bjørn Kalsø                  | Sambandsflokkurin       | Norðoyar       |                                                                          |
| Bjørt Samuelsen              | Tjóðveldi               | Suðurstreymoy  | Minister i 2008. Heidi Petersen mødte.                                   |
| Edmund Joensen               | Sambandsflokkurin       | Eysturoy       |                                                                          |
| Gerhard Lognberg             | Javnaðarflokkurin       | Sandoy         |                                                                          |
| Hans Pauli Strøm             | Javnaðarflokkurin       | Norðurstreymoy | Minister 2008–2009. Mikkjal Sørensen mødte.                              |
| Heini O. Heinesen            | Tjóðveldi               | Norðoyar       |                                                                          |
| Helena Dam á Neystabø        | Javnaðarflokkurin       | Suðurstreymoy  | Minister fra 2008. Eyðgunn Samuelsen møder.                              |
| Hergeir Nielsen              | Tjóðveldi               | Suðuroy        | Lagtingsformand.                                                         |
| Høgni Hoydal                 | Tjóðveldi               | Suðurstreymoy  | Minister i 2008. Páll á Reynatúgvu mødte.                                |
| Jacob Vestergaard            | Fólkaflokkurin          | Suðuroy        | Minister 2008–2011. Bjarni Djurholm mødte.                               |
| Jákup Mikkelsen              | Fólkaflokkurin          | Norðoyar       |                                                                          |
| Jenis av Rana                | Miðflokkurin            | Suðuroy        |                                                                          |
| Jóannes Eidesgaard           | Javnaðarflokkurin       | Suðuroy        | Minister 2008–2011. Andrias Petersen mødte.                              |
| Jógvan á Lakjuni             | Fólkaflokkurin          | Eysturoy       |                                                                          |
| Johan Dahl                   | Sambandsflokkurin       | Suðuroy        | Minister fra 2008. Jaspur Vang mødte 2008–2010, Edva Jacobsen 2010–2011. |
| John Johannessen             | Javnaðarflokkurin       | Suðurstreymoy  | Minister fra 2011. Andrias Petersen møder.                               |
| Jørgen Niclasen              | Fólkaflokkurin          | Vágar          | Minister 2008–2011. Heðin Zachariasen mødte.                             |
| Kaj Leo Johannesen           | Sambandsflokkurin       | Suðurstreymoy  | Lagmand fra 2008. Helgi Abrahamsen møder.                                |
| Kári á Rógvi                 | Sjálvstýrisflokkurin    | Suðurstreymoy  |                                                                          |
| Kári P. Højgaard             | Sjálvstýrisflokkurin    | Eysturoy       |                                                                          |
| Karsten Hansen               | Miðflokkurin            | Norðoyar       | Minister i 2008. Tordur Niclasen mødte.                                  |
| Katrin Dahl Jakobsen         | Javnaðarflokkurin       | Suðurstreymoy  |                                                                          |
| Magni Laksáfoss              | Sambandsflokkurin       | Suðurstreymoy  |                                                                          |
| Poul Michelsen               | Fólkaflokkurin/Framsókn | Suðurstreymoy  | Repræsenterede Fólkaflokkurin 2008–2010, løsgænger 2010–2011.            |
| Rósa Samuelsen               | Sambandsflokkurin       | Vágar          | Minister fra 2008. Marjus Dam møder.                                     |
| Sjúrður Skaale               | Tjóðveldi               | Suðurstreymoy  |                                                                          |
| Tórbjørn Jacobsen            | Tjóðveldi               | Eysturoy       | Minister i 2008. Olga Biskopstø mødte.                                   |

## Eksterne links
- Lagtingsmedlemmer Arkiveret 24. februar 2013 hos  Wayback Machine
- Varemedlemmer Arkiveret 14. maj 2015 hos  Wayback Machine
- Valgresultat 2008 fra Kringvarp Føroya

| Portal | Portal:Færøerne |